# Calvario y Ermita de Artana
El calvario y la ermita del Cristo del Calvario de Artana, comarca de la Plana Baja, Castellón, es un lugar de culto católico situado en la subida al castillo del mencionado municipio. Datado del siglo XVIII, presenta una declaración genérica como Bien de Relevancia Local según la Disposición Adicional Quinta de la Ley 5/2007, de 9 de febrero, de la Generalitat, de modificación de la Ley 4/1998, de 11 de junio, del Patrimonio Cultural Valenciano (DOCV Núm. 5.449 / 13/02/2007), con código identificativo como Patrimonio de la Generalitat Valenciana número: 12.06.016-004.
Se trata de un conjunto formado por un zigzagueante camino en el que se ubican los casalicios de las estaciones del Vía Crucis, que tiene estaciones en la propia ermita, la cual alberga la XII estación. Además de las estaciones del Vía Crucis, la subida al calvario tiene casalicios con los Siete Dolores de María, y en la explanada donde se ubica la ermita se erigió, tras la guerra civil, una cruz de los caídos, en honor de los combatientes fallecidos del bando nacional.

## Descripción histórico-artística
La ermita, que se construyó en el siglo XVIII, ya fue reformada durante el siglo XX, lo cual hace que tenga en la actualidad un buen estado de conservación.
El calvario se extiende a lo largo de la subida hasta la cima del montículo en donde se ubica la ermita, siguiendo el camino que lleva hasta el castillo, cuyos restos se pueden observar desde la explanada donde se eleva la ermita del Cristo del Calvario.
El templo es de reducidas dimensiones, totalmente encalado en su exterior, dejando a la vista los sillares que refuerzan las esquinas de parte de la planta de la ermita y de la zona del cimborrio cuadrado en el que se apoya la cúpula, campaniforme, rematada en tejas azules cristalizadas, que tiene una cruz en su parte más elevada.
El acceso al templo se hace a través de una sencilla puerta de madera, adintelada, con mirillas, que permiten ver el altar mayor cuando la ermita permanece cerrada; situada en un porche delantero abierto con tres arcos de medio punto, al que se accede subiendo dos escalones.
En el interior se encuentra la imagen del Cristo del Calvario que da nombre a la ermita.
La fiesta del Cristo del Calvario se celebra el primer domingo después de Pascua, y durante la festividad la imagen del Cristo se traslada en procesión de la ermita a la iglesia parroquial de Artana, terminando las fiestas con la subida de la imagen a la ermita.